# 九龙棘蛙
九龙棘蛙（学名：Rana jiulongensis）为蛙科蛙属的两栖动物。在中国大陆，分布于浙江、福建等地，多见于山区小溪坑。其生存的海拔下限为800米。该物种的模式产地在浙江。